# Abou Jaber
Hachem al-Cheikh (en arabe : هاشم الشيخ), plus connu sous le nom de guerre de Abou Jaber (en arabe : أبو جابر), né en 1968, à Maskanah, en Syrie, est un rebelle syrien, chef d'Ahrar al-Cham, puis de Hayat Tahrir al-Cham.

## Biographie
Hachem al-Cheikh naît en 1968, à Maskanah, une petite ville de l'est du gouvernorat d'Alep, en Syrie. Il est diplômé en génie mécanique à l'université d'Alep. 
Selon des sources djihadistes, Abou Jaber aurait rejoint Al-Qaïda en Irak au début de la guerre d'Irak et aurait facilité le passage de combattants étrangers de la Syrie vers l'Irak,.
Il est arrêté en 2005 et emprisonné à la prison de Saidnaya,. Il est relâché par le régime le 25 septembre 2011, au début de la guerre civile syrienne, ainsi que de nombreux leaders islamistes,.
Il rejoint les rebelles et combat d'abord au sein du Harakat Fajr al-Cham al-Islamiyya, puis du bataillon Moussab Ibn Omaïr, avant de rejoindre Ahrar al-Cham. En février 2014, après la mort d'Abou Khaled al-Souri, Abou Jaber lui aurait succédé à la tête des forces d'Ahrar al-Cham dans l'ouest du gouvernorat d'Alep.
Après la mort le 9 septembre 2014 de Hassan Aboud, le fondateur d'Ahrar al-Cham, Abou Jaber est nommé dès le lendemain pour lui succéder,. Cependant il démissionne un an plus tard et Abou Yahia al-Hamawi, est élu à la tête d'Ahrar al-Cham le 12 septembre 2015, après un vote de la choura du groupe.
Idéologiquement, Ahrar al-Cham est tiraillé entre des courants « modérés » et « radicaux »,. Abou Jaber se place plutôt dans la tendance la plus radicale, il désapprouve les choix pris par la branche politique du mouvement de participer à des négociations avec le régime syrien et de coopérer avec l'armée turque dans le cadre de l'opération Bouclier de l'Euphrate,. Bien qu'allié au Front al-Nosra, il déclare dans une interview à Al Jazeera qu'il désapprouve l'allégeance de ce groupe à Al-Qaïda. Le 10 décembre 2016, Abou Jaber fait défection avec seize factions locales d'Ahrar al-Cham et fonde un nouveau groupe : Jaych al-Ahrar,.
En janvier 2017, Abou Jaber prend la tête d'un nouveau mouvement formé par la fusion de l'ex-Front al-Nosra et de plusieurs groupes rebelles islamistes : le Hayat Tahrir al-Cham. Cependant, Abou Jaber démissionne le 1er octobre 2017, Abou Mohammed al-Joulani prend alors provisoirement la tête du groupe,. Abou Jaber devient alors chef du conseil de la choura du groupe.